# Абу Вахиб
Шакир Вахиб аль-Фахдави аль-Дулайми (1986 — 6 мая 2016), более известный как Абу Вахиб («Отец великодушного»; араб. أبو وهيب), — лидер исламистской террористической организации Исламское государство в Анбаре, Ирак. Был убит в результате авиаудара под руководством США в мае 2016 года, согласно данным Министерства обороны США.

## Биография
Аль-Фахдави родился в 1986 году. В 2006 году, изучая информатику в Университете Анбара, он был арестован американскими войсками по обвинению в принадлежности к Аль-Каиде в Ираке. После ареста аль-Фахдави содержался под стражей американскими войсками в следственном изоляторе Кэмп-Букка на юге Ирака до 2009 года, когда он был приговорён к смертной казни и переведён в центральную тюрьму Тикрита в мухафазе Салах-эд-Дин.
Аль-Фахдави был одним из 110 заключённых, которые сбежали из тюрьмы в 2012 году после нападения на тюрьму вооружённых сил Исламского государства, что привело к последующим беспорядкам в тюрьме. Он учился у старших лидеров ИГ, с которыми он был заключён в тюрьму, и стал полевым командиром в провинции Анбар после своего освобождения. Иракские чиновники обвинили его в длинном списке преступлений, связанных с терроризмом, и назначили награду за него в размере 50 000 долларов.
К 2014 году аль-Фахдави играл важную роль в руководстве боевыми действиями Исламского государства в Анбаре.

## Смерть
6 мая 2016 года Пентагон заявил, что Абу Вахиб был убит вместе с тремя другими в автомобиле в результате авиаудара США возле Рутбы.

## Стрельба в ночном клубе Орландо в 2016
Согласно стенограммам, Омар Матин, открывший стрельбу в ночном клубе Орландо в 2016 году, сказал, что атака была ответом на убийство Абу Вахиба. Матин заявил, что его атака была «спровоцирована» бомбардировкой США 6 мая 2016 года, в результате которой погиб Абу Вахиб. Слова Матина звучали так: «Это то, что спровоцировало это, хорошо? Они не должны были бомбить и убивать Абу [Вахиба]».